# سانادا ماسایوکی
سانادا ماسایوکی (به ژاپنی: 真田昌幸 Sanada Masayuki)؛ ۱۵۴۷ – ۱۳ ژوئیه ۱۶۱۱ (سن ۶۳/۶۴) سیاستمدار اهل ژاپن بود. او پدر سانادا یوکیمورا قهرمان نامی ژاپنی بود.